# 캴라르드네스
캴라르드네스(아이슬란드어: Kjalarnes)는 아이슬란드 서부 팍사만에 위치한 반도이다. 이후 레이캬비크의 구 중 하나의 이름의 유래가 되었다. 900년 경 팅그가 형성되었으며, 930년에는 현재까지도 아이슬란드의 입법부로 자리잡고 있는 알팅그가 세워졌다.

## 지리
캴라르드네스는 아이슬란드의 남서부에 위치해 있으며, 레이캬비크의 북쪽에 있다. 팍사만에 있으며, 남쪽의 코들라피외르뒤르, 그리고 북쪽의 크발피외르뒤르를 구분짓게 한다.

## 역사
아리 소르길손의 이슬렌딩가보크에 따르면 아이슬란드의 정착자인 잉골피르 아르나르손의 아들인 소르스테인 잉골프손이 900년 전후로 캴라르드네스팅그(아이슬란드어: Kjalarnesþing→캴라르드네스의 팅그)를 세웠다.